# الشحات مبروك
الشحات مبروك (11 أغسطس 1959) ممثل مصري ولاعب كمال أجسام سابق.

## حياته
من مواليد مدينة دسوق محافظة كفر الشيخ من أبطال رياضة كمال أجسام. بدأ حياته كصانع أحذية، وأدى تقدمه في الرياضة إلى استخدامه في بعض الأدوار السينمائية المصرية القليلة الشهرة (نسبياً) للاستفادة من هيئته الرياضية وذلك في أواخر الثمانينيات وخلال التسعينيات وقد اكتشفه إبراهيم الموجي في فيلمه المرشد ،وأشهر أفلامه فيلم أمريكا شيكا بيكا عام 1993م، الذي ساعده على احترافه للتمثيل حيث قام بتمثيل العديد من الأفلام العربية والجدير بالذكر أيضا أن الشحات مبروك صاحب أكثر عدد من الميداليات الذهبية في ميزانه لبطولة العالم للهواة وهو يعتبر أبرز أبطال رياضة كمال الأجسام في العالم العربي، ومن أفلامه: لهيب الانتقام عام 1993، اللعب مع الأشرار ،الشجعان.

## أعماله الفنية

### الأفلام
- 1989: المرشد
- 1992: الشجعان
- 1993: هي والعملاق
- 1993: لهيب الانتقام
- 1993: لا يا عنف
- 1993: أمريكا شيكا بيكا
- 1993: اللعب مع الأشرار
- 1993: أجدع ناس
- 1994: مصيدة الذئاب
- 1994: انتقام إمرأة
- 1995: هارب إلى السجن
- 1995: كلاب المدينة
- 1995: غريب في الميناء
- 1995: تار بايت
- 1995: المعلمة والأستاذ
- 1996: اللومنجى
- 1996: الغجر
- 1996: الغاضبون
- 1996: الخطيئة السابعة
- 1997: استقالة ضابط شرطة
- 1998: ساعة الانتقام
- 1998: أبو خطوة
- 1999: أمواج الغضب
- 2000: تحت الربع بجنيه وربع
- 2009: علقة موت
- 2017: الكنز
- 2019: محمد حسين
- 2019: سبع البرمية
- 2019: الكنز 2
- 2022: عمهم

### المسلسلات
- 2011: الشوارع الخلفية
- 2013: الركين
- 2014: الكبير أوي 4
- 2016: الخروج
- 2017: ريح المدام
- 2017: الأب الروحي
- 2018: عوالم خفية
- 2018: الأب الروحي 2
- 2020: اللعبة

### المسرحيات
- 1996: زمبليطة في المحطة

## وصلات خارجية
- الشحات مبروك على موقع IMDb (الإنجليزية)
- الشحات مبروك على موقع الدهليز
- الشحات مبروك على موقع قاعدة بيانات الأفلام العربية
- الشحات مبروك من موقع يلا سينما